# Pachnoda leclercqi
Pachnoda leclercqi är en skalbaggsart som beskrevs av Rigout 1985. Pachnoda leclercqi ingår i släktet Pachnoda och familjen Cetoniidae. Inga underarter finns listade i Catalogue of Life.